# Berwyn (Illinois)
Berwyn ist eine Stadt (mit dem Status „City“) im Cook County im US-amerikanischen Bundesstaat Illinois. Im Jahr 2020 hatte Berwyn 57.250 Einwohner.
Berwyn ist Bestandteil der Metropolregion Chicago.

## Geografie
Berwyn liegt im Westen von Chicago auf 41°50′33″ nördlicher Breite und 87°47′24″ westlicher Länge. Die Stadt erstreckt sich über eine Fläche von 10,1 km². Die Stadt Berwyn ist deckungsgleich mit der Berwyn Township. 
Benachbarte Orte von Berwyn sind Oak Park (an der nördlichen Stadtgrenze), Cicero (an der östlichen Stadtgrenze), Forest View (an der südlichen Stadtgrenze) sowie Riverside und North Riverside (an der westlichen Stadtgrenze).
Das Stadtzentrum von Chicago liegt rund 16 km östlich von Berwyn.

## Verkehr
Nördlich von Berwyn verläuft die Interstate 290 als Ausfallstraße von Chicago nach Westen. Südlich von Berwyn führt die Interstate 55 von Chicago nach Südwesten in Richtung St. Louis. Der U.S. Highway 34 erreicht seinen östlichen Endpunkt an der Einmündung in die Illinois State Route 43. Diese Straße bildet zugleich die westliche Stadtgrenze von Berwyn. Alle weiteren Straßen sind innerstädtische Verbindungsstraßen.
Durch Berwyn verläuft eine Linie der METRA (Metropolitan Transit Authority), dem Nahverkehrssystem von Chicago. Auf dem Stadtgebiet von Berwyn gibt es mit Lavergne, Berwyn und Harlem Avenue drei Stationen der Linie, die von der Innenstadt Chicagos nach Aurora führt, und auf Gleisen der BNSF Railway (Burlington Northern Santa Fe) verläuft.
Die nächsten Flughäfen sind der Chicago Midway International Airport (13 km südöstlich) und der größere O’Hare International Airport (22,8 km nordwestlich).

## Geschichte
Im Jahr 1902 wurden die Ortschaften La Vergne, Swedetown, Berwyn und South Oak Park zusammengeschlossen und als Village of Berwyn inkorporiert. Im Jahr 1908 wurde vom Staat Illinois der Gemeindestatus in „City“ geändert.

## Demografische Daten
Nach der Volkszählung im Jahr 2010 lebten in Berwyn 56.657 Menschen in 18.910 Haushalten. Die Bevölkerungsdichte betrug 5609,6 Einwohner pro Quadratkilometer. In den 18.910 Haushalten lebten statistisch je 2,99 Personen. 
Ethnisch betrachtet setzte sich die Bevölkerung zusammen aus 60,5 Prozent Weißen, 6,4 Prozent Afroamerikanern, 0,6 Prozent amerikanischen Ureinwohnern, 2,5 Prozent Asiaten sowie 26,6 Prozent aus anderen ethnischen Gruppen; 3,4 Prozent stammten von zwei oder mehr Ethnien ab. Unabhängig von der ethnischen Zugehörigkeit waren 59,4 Prozent der Bevölkerung spanischer oder lateinamerikanischer Abstammung. 
27,8 Prozent der Bevölkerung waren unter 18 Jahre alt, 62,8 Prozent waren zwischen 18 und 64 und 9,4 Prozent waren 65 Jahre oder älter. 50,5 Prozent der Bevölkerung war weiblich.

Das mittlere jährliche Einkommen eines Haushalts lag bei 50.361 USD. Das Pro-Kopf-Einkommen betrug 20.698 USD. 13,6 Prozent der Einwohner lebten unterhalb der Armutsgrenze.

## Persönlichkeiten
- James Dapogny (1940–2019), Jazzmusiker, Bandleader und Professor für Musiktheorie an der University of Michigan
- Buzz Clifford (1942–2018), Sänger und Songwriter
- Ronald C. Blakey (* 1945), Geologe
- David Huffman (1945–1985), Schauspieler
- Jim Peterik (* 1950), Rockmusiker
- Patrick J. Michaels (1950–2022), Klimatologe und Klimawandelleugner
- Gregory Polan OSB (* 1950), Ordensgeistlicher, Priester, Altprimas der benediktinischen Konföderation und Großkanzler der Päpstlichen Athenaeum im Rom
- Bob Odenkirk (* 1962), Schauspieler
- Sondra Radvanovsky (* 1969), Opernsängerin